# 段景子
段 景子（だん けいこ、1963年 - ）は、日本の経営者、ジャーナリスト、編集者。現在、日本僑報社代表取締役、日中翻訳学院事務局長、立教大学共生社会研究センター研究員を務める。

## 経歴
1989年北京から来日。1996年より日本僑報社創立に参加。テンプル大学日本キャンパス、日本女子大学の教員などを経て、2004年より日本僑報社取締役。2008年より日中翻訳学院事務局長。2012年日中著作権代理センターを設立など、日中両国の出版界交流の促進に尽力する。高知県立大学大学院にて博士（社会福祉学）学位を取得。立教大学共生社会研究センター研究員、中国・開澤弁護士事務所日中著作権センター高級顧問などを兼任。